# Leandre Albareda
Leandre Albareda i Petit (Barcelona, 28 de agosto de 1852 - ibídem, 12 de junio de 1912) fue un arquitecto y urbanista español. De estilo ecléctico, se movió entre el neoclasicismo, el historicismo y el modernismo.

## Biografía

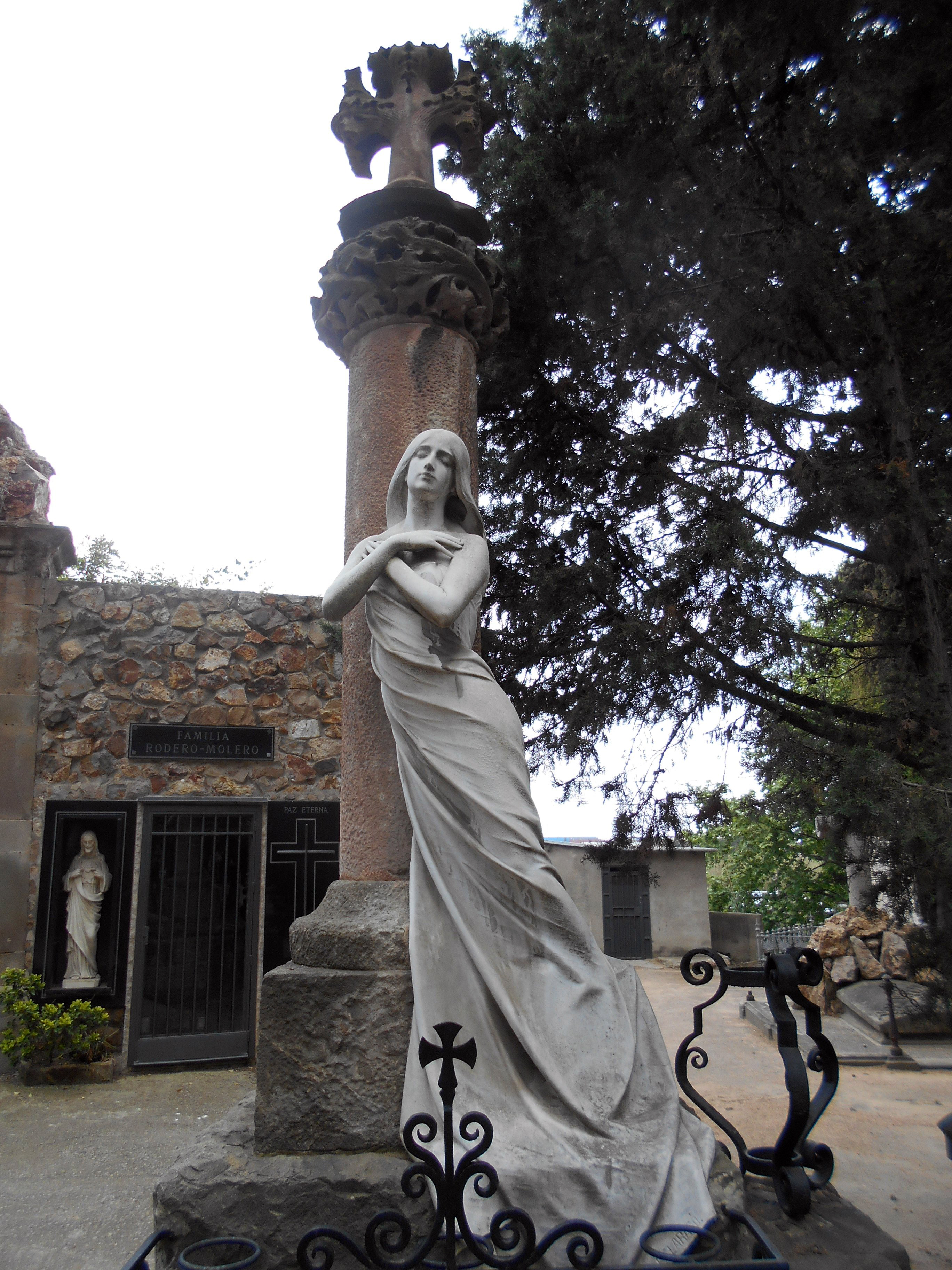
Sepultura Leal Da Rosa (1903), cementerio de Montjuïc.

Hijo de Rafael Albareda Negrevernís y de Margarita Petit. Estudió en la Escuela Técnica Superior de Arquitectura de Barcelona, donde coincidió con Antoni Gaudí, y se tituló en 1877. Fue arquitecto municipal de Barcelona, cargo desde el que abordó varios proyectos, el principal de los cuales fue la creación del cementerio de Montjuïc en 1883, así como la ampliación del cementerio de Poblenou en 1888.
Una de sus primeras obras fue la capilla del Santísimo Sacramento en San Felíu Saserra (1879), de planta rectangular, adosada al muro de la iglesia parroquial del pueblo, de origen gótico.
En 1880 construyó la sede del Colegio de Notarios de Barcelona (calle del Notariat 4), un edificio neoclásico construido entre los conventos del Carmen y de Elisabets, de planta baja, entresuelo y dos pisos, con una fachada monumental de composición simétrica y portal de doble altura, coronada por un frontón triangular. Este inmueble está inscrito como Bien Cultural de Interés Local (BCIL) en el Inventario del Patrimonio Cultural catalán con el código 08019/484.

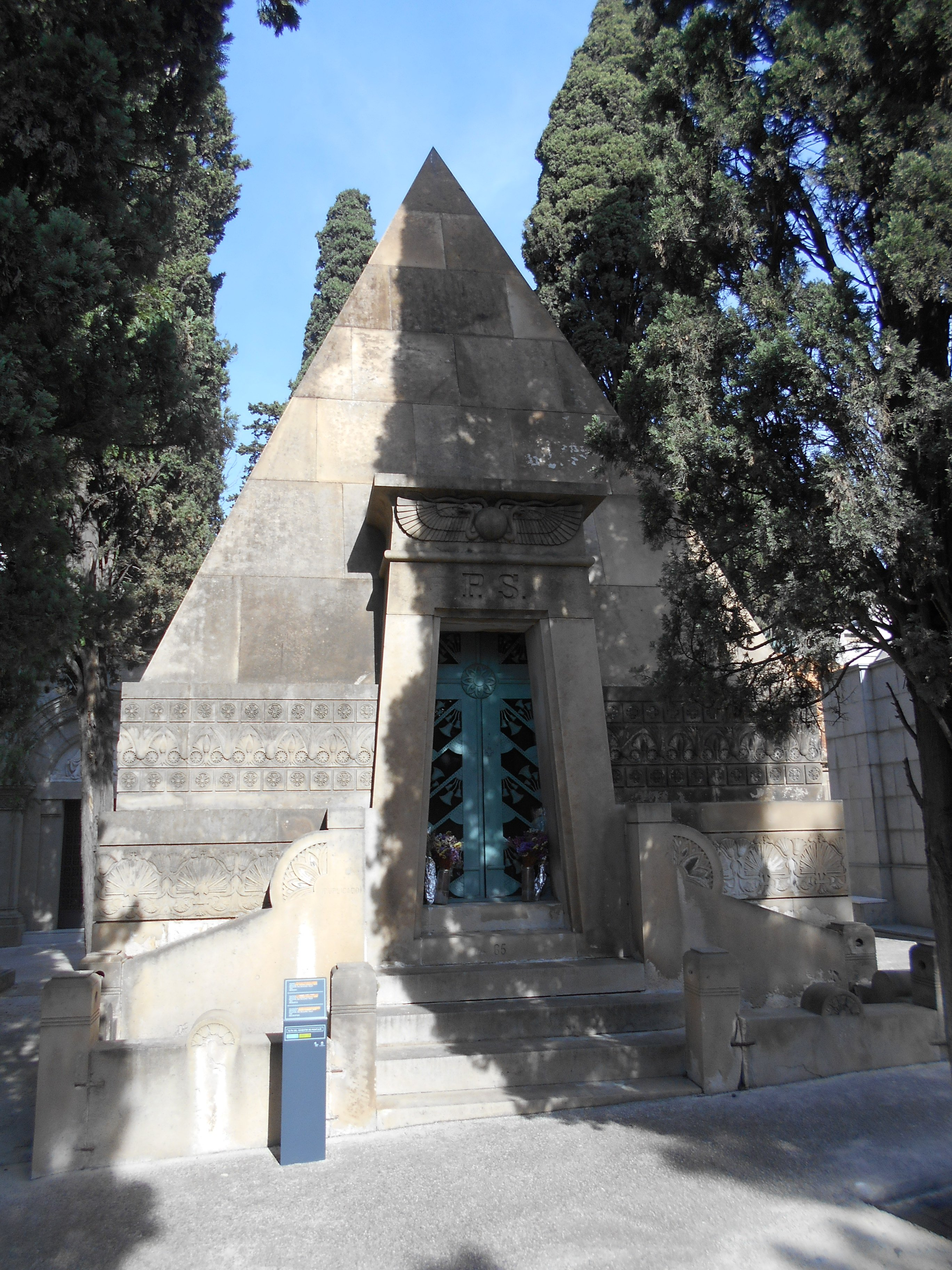
Panteón Pilar Soler (1894), cementerio de Montjuïc.

Su principal proyecto fue el diseño y construcción del cementerio de Montjuïc, inaugurado el 17 de marzo de 1883. Situado en la ladera sur de la montaña de Montjuïc, tiene una superficie de 560 000 m² y 155 227 sepulturas (en el año 2002). Su rasgo arquitectónico más característico es el eclecticismo, ya que conjuga elementos neoclásicos e historicistas con el nuevo modernismo que surgió a finales del siglo XIX. El diseño del recinto se basó en unas condiciones óptimas de soleado y ventilación, y pese al desnivel de la montaña se consiguió un espacio de tranquilidad y reposo. Está inscrito como Bien Cultural de Interés Local (BCIL) en el Inventario del Patrimonio Cultural catalán con el código 08019/1735. El propio Albareda construyó en este recinto varios panteones y sepulturas:
- Panteón Albareda (1889): se trata del panteón de la familia del arquitecto, construido por él mismo en colaboración con Antoni Rovira i Rabassa. De estilo neoegipcio, está situado sobre un promontorio, en una plaza circular con escalinata, y tiene un pedestal troncopiramidal sobre el que se alza un obelisco con una estatua de un ángel sedente, obra de Josep Campeny, y una decoración en relieve de Manuel Fuxá.[6]

- Panteón Pilar Soler (1894): es también de estilo neoegipcio, lo que queda aquí claramente evidenciado con la construcción de una pirámide, hecha con piedra de Montjuïc. La puerta de entrada presenta un friso con las iniciales de la difunta y con un disco solar alado y rodeado de dos serpientes, otro motivo egipcio. La decoración escultórica es de Pau Deulofeu.[7]

- Sepultura Leal Da Rosa (1903): de estilo modernista, el conjunto está presidido por una columna rematada por una cruz, y una escultura de una grácil figura femenina de largo vestido y cabello ondulante, con los brazos cruzados y los ojos cerrados, obra de Enric Clarasó.[8]

- Panteón Anselm Coma (1904): otra obra modernista, presenta un basamento con escalinata, flanqueada por dos discos con las letras griegas alfa y omega. Sobre este basamento y encima de un pedestal se halla la escultura de un ángel con un ramo de flores en una mano y una palma de la inmortalidad en la otra, obra de Rafael Atché.[9]

- Panteón Coromina (1906-1907): nuevamente modernista, es uno de los panteones más monumentales del cementerio, compuesto por una terraza con doble escalinata, sobre la que se sitúa el sepulcro, presidido por un ángel con las alas desplegadas y señalando con la mano derecha levantada hacia el cielo, obra de Rafael Atché. Del conjunto destaca también el trebajo de forja de las barandillas, de la fundición Argelaguet Damians, así como las vidrieras de la cripta, de Rigalt i Granell.[10]

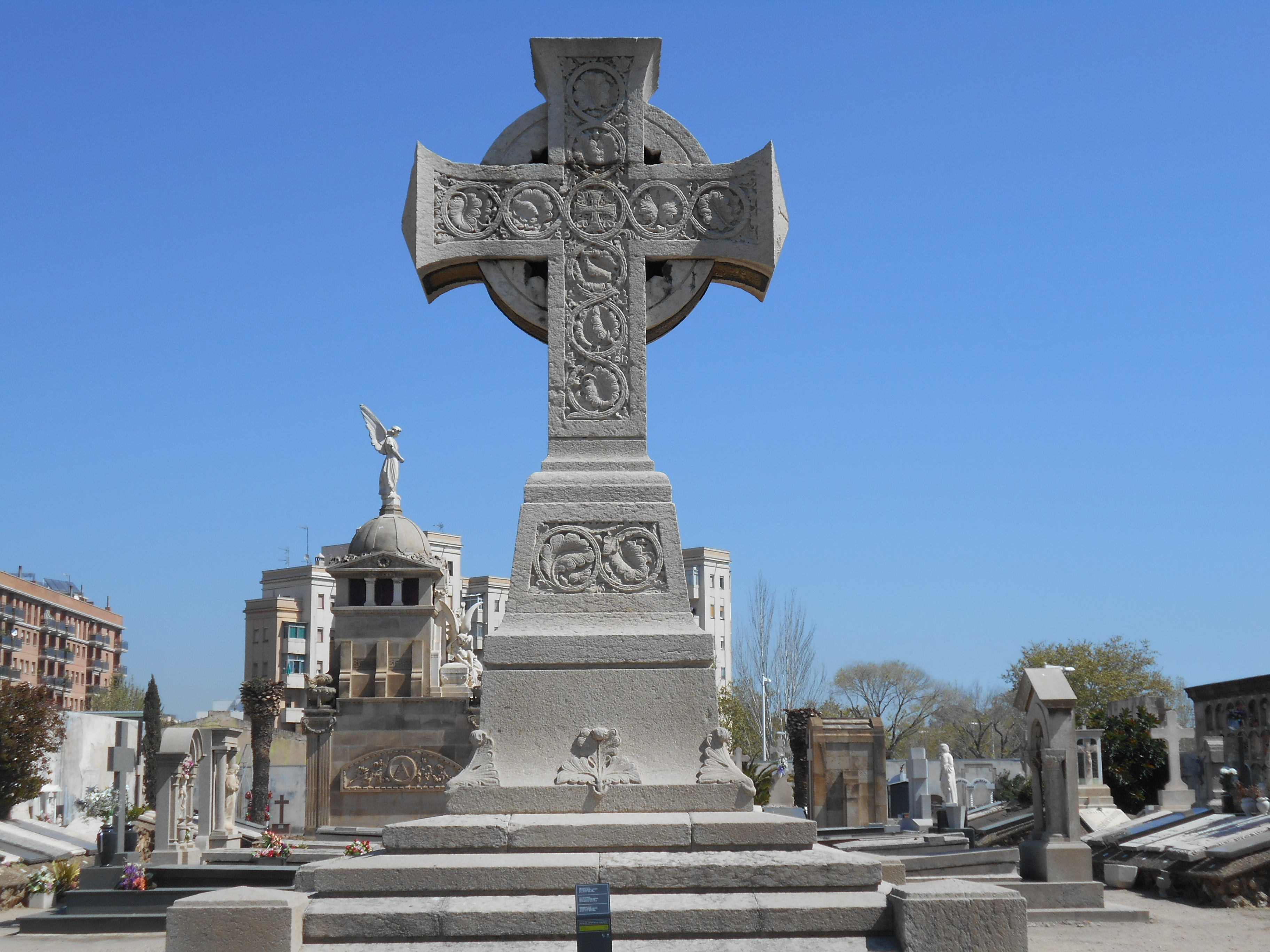
Cruz celta del cementerio de Poblenou (1888).

En 1888 se encargó de la ampliación del recinto de acceso al cementerio de Poblenou, que delimitó con un muro de 36 pilares de obra y reja perimetral, y construyó una segunda puerta de acceso, elaborada con hierro de forja y franqueada por dos altos pilares con esculturas de la Fe y la Esperanza, obra de Francisco Pagés Serratosa. También construyó un tercer recinto del cementerio, en un terreno que quedaba entre este y la vía del tren, con una estructura de manzanas con una zona central de parterres ajardinados. En el mismo cementerio tiene otras dos obras:
- Cruz celta (1888): se trata de una monumental cruz patada de estilo céltico de piedra de Montjuïc que preside el tercer recinto del cementerio, el creado por Albareda. Este espacio había sido una fosa común, por lo que la cruz se dedicó a los fallecidos anónimos del cementerio. Se sitúa sobre una escalinata de cinco escalones, y presenta una decoración esculpida en relieve de elementos vegetales, como espinas, hojas y flores de adormidera.[12]

- Monumento a las víctimas de la epidemia de fiebre amarilla de 1821 (1895): se trata de una reconstrucción de un monumento original de 1823 obra de Antonio Ginesi, erigido en honor a los fallecidos en la epidemia de 1821 en Barcelona, unos 8850. Elaborado en mármol blanco, presenta un cenotafio de estilo clásico rematado por una columna con una cruz en lo alto. En los cuatro lados del cenotafio hay sendas placas conmemorativas, una en recuerdo de las víctimas, otra en memoria de los concejales del Ayuntamiento muertos por la misma causa, y dos dedicadas a los colectivos que más se involucraron en la lucha contra la epidemia, médicos y eclesiásticos.[13]